# Gariã
Gariã (em árabe: ريان; romaniz.: Garyan) é uma cidade do noroeste da Líbia, no distrito de Jabal Algarbi. Entre 1963 e 1969, foi capital de uma província (mohafazah) chamada Jabal Algarbi, cujo nome foi alterado em 1969 para Gariã e que continuou a existir até 1983. Em 1983, com a reorganização da Líbia, foi capital de municipalidade (baladia) homônima que existiu entre 1983 e 1995, quando nova reforma foi feita e ela passa a ser capital da municipalidade de Jabal Algarbi. Em 1998, criou-se o distrito (xabia) de Gariã, do qual era capital e em 2001, quando Gariã foi transformado numa municipalidade, continuou com sua capital. Desde 2002, é capital do distrito de Jabal Algarbi.

## História
Gariã é uma das maiores cidades das montanhas Ocidentais e serviu como uma das rotas comerciais em direção a Fezã no sul e os montes Nafuça a oeste. Cerca de 1884, o Império Otomano estabeleceu um prefeito e um conselho civil em Gariã.  Ela foi o principal centro da colonização italiana da Líbia no começo da década de 1910. Após a Guerra ítalo-turca (1911–12) e a derrota otomana, os locais continuaram a resistir ao avanço italiano, porém Gariã caiu aos italianos em dezembro de 1912. Apesar disso, foi recapturada num contra-ataque em julho de 1913. Mais adiante, ela foi ligada a Trípoli e Mizda. A moagem de farinha, o processo de azeite, a tecelagem de tapetes e a produção cerâmica são suas principais atividades econômicas.
Em 2011, a cidade envolveu-se no movimento de posição a Muamar Gadafi. Inicialmente teve sucesso, mas em 2 de março o governo retomou-a. Em abril os rebeldes conseguiram ocupar várias cidades vizinhas e estabelecer um território na Líbia Ocidental além de Misurata que não mais estava sob controle das forças de Gadafi, mas até final de junho os rebeldes falharam em retomar Gariã. Em 13 de agosto, os rebeldes iniciaram novo conflito pelo controle da cidade, conseguindo capturá-la em dois dias. Em 2014, na subsequente guerra civil que se instalou no país, combates foram travados perto de Gariã.

## Educação
Em junho de 2017, com a divisão da Universidade da Montanha Ocidental em duas e a subsequente criação das Universidades de Gariã e Zintane, várias universidades locais ficaram sob sua jurisdição: as Faculdades de Medicina Humana, Ciências da Saúde, Ciências, Educação, Direito e Ciência Política, Medicina e Cirurgia Dental, Engenharia, Contabilidade, Artes, Farmácia, Educação Física e Tecnologia da Informação, todas de Gariã; a Faculdade de Artes e Ciências de Mizda; a Faculdade de Educação de Quicla; a Faculdade de Artes e Ciência de Axguiga; a Faculdade de Artes e Ciência de Badre; e as Faculdades de Artes, Ciências e Educação de Assaba.